# Mandelonitril
Mandelonitril är mandelsyrans nitril, eller cyanohydrinderivatet av bensaldehyd. Små mängder av (R)-(+)-enantiomeren D-mandelonitril finns i fröna hos vissa frukter, framför allt inom familjen Rosaceae - exempelvis mandel, aprikos och plommon. Hos växter syntetiseras den från fenylalanin och är ett mellanled i syntesen av de cyanogena glykosiderna amygdalin och prunasin. Hos djur är det en nedbrytningsprodukt från dessa båda ämnen och sönderdelas i matsmältningskanalen med hjälp av enzymet mandelonitril-lyas till vätecyanid och bensaldehyd.
Dubbelfotingar tillhörande ordningen Polydesmida producerar mandelonitril (och den närbesläktade och likaledes cyanogena, bensoylcyanid) i körtlar som huvudförsvarsmekanism och då dessa ämnen bryts ner av ett enzym avges vätecyanid och bensaldehyd.

## Framställning
Racemös mandelonitril kan framställas genom låta bensaldehyd reagera med natriumbisulfit som sedan får reagera med vattenlöst natriumcyanid.

## Användning
D-Mandelonitril kan användas för framställning av optiskt aktiva α-hydroxikarboxylsyror, α-hydroxialdehyder, α-hydroxiketoner, and 2-aminoalkoholer.